# Married Flirts

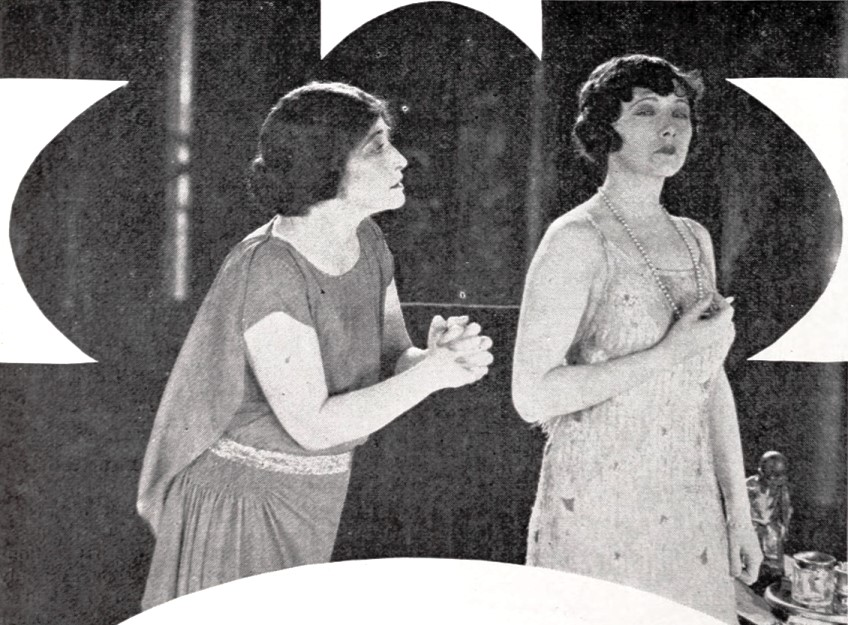
Fotograma de la pel·lícula, amb Pauline Frederick i Mae Busch retallat, per a la seva publicació, que aparegué a la revista The Moving Picture World el 21 de febrer de 1925.

Married Flirts és una pel·lícula muda de la Metro-Goldwyn-Mayer dirigida per Robert Vignola i protagonitzada per Pauline Frederick, Mae Busch i Conrad Nagel. La pel·lícula, basada en la novel·la d’èxit “Mrs. Paramor” de Louis Joseph Vance (1923), es va estrenar el 27 d’octubre de 1924. Es considera una pel·lícula perduda.

## Argument
El marit de Nellie Wayne, Pendleton, la vol abandonar per anar-se’n amb Jill Wetherell, després que ella els hagi descobert abraçats. Ell està encegat perquè la noia és molt més jove i perquè degut la carrera literària de Nellie la fa descuidar la seva aparença i el seu marit. Molt poc després, però, Jill deixa Pendleton per un amic molt més jove. Ja és tard per a la reconciliació, Nellie s’ha traslladat a Europa on esdevé una novel·lista famosa amb el pseudònim de “Mrs. Paramor”. A França es retroba amb Jill amb el jove Perley Rex, amb qui s’ha casat quan tots tres estan a punt de tornar al seu país. Per tal de donar-li una lliçó, Nellie flirteja amb Perley. Ja als Estats Units, Jill sorprèn Perley i Nellie besant-se i es produeix l'escena inversa a la del principi de la pel·lícula. Ell li ofereix de divorciar-se però Nellie el refusa i marxa a buscar a Pendleton, a qui encara estima.

## Repartiment
- Pauline Frederick (Nellie Wayne, “Mrs. Paramor”)
- Conrad Nagel (Perley Rex)
- Mae Busch (Jill Wetherell)
- Huntley Gordon (Pendleton Wayne)
- Paul Nicholson (Peter Granville)
- Patterson Dial (Evelyn Draycup)
- Alice Hollister (Mrs. Calendar)

### Cameos
Cap al final de la pel·lícula hi ha una escena en que es produeix una festa amb un banquet i una partida de Mah-Jong en la que Mrs. Paramor entreté tota una sèrie d’estrelles que hauran d’interpretar una pel·lícula basada en una de les seves novel·les. Entre aquestes figuren diferents estrelles de la MGM com: 
- John Gilbert
- Hobart Henley
- Robert Z. Leonard
- May McAvoy
- Mae Murray
- Aileen Pringle
- Norma Shearer